# Niphon spinosus
Niphon spinosus là loài cá biển duy nhất thuộc chi Niphon. Loài này được Georges Cuvier mô tả lần đầu tiên vào năm 1828.

## Phân loại
Cho đến nay vị trí phân loại của Niphon là chưa chắc chắn. Năm 1923 David Starr Jordan xếp nó trong họ của chính nó là Niphonidae. Điều này được công nhận trong Betancur-R et al. (2017) cũng như trong Fricke et al. (2019, 2020), nhưng các tác giả như van der Laan et al. (2014) thì coi nó như là một phần của phân họ Epinephelinae, còn Nelson et al. (2016) và Parenti et al. (2020) thì coi nó như là tông Niphonini trong phân họ Epinephelinae thuộc họ Serranidae.

## Phân bố và môi trường sống
N. spinosus có phạm vi phân bố ở vùng biển Tây Thái Bình Dương. Chúng được tìm thấy từ Nhật Bản trải dài về phía nam đến đến Philippines. N. spinosus sinh sống xung quanh các rạn san hô và bãi đá ngầm ở độ sâu khoảng 100 – 200 m.

## Mô tả
N. spinosus có chiều dài cơ thể lớn nhất được ghi nhận là 100 cm.